# Kriechbaumhof
Der Kriechbaumhof in München-Haidhausen ist ein im 17. Jahrhundert erbautes Gebäude im Stil eines alpenländischen Bauernhofs in der Preysingstraße 71. Wegen Baufälligkeit musste der Hof 1976 seinem historischen Standort an der Wolfgangstraße weichen. Das Gebäude wurde abgetragen und die Einzelteile eingelagert. 1985 wurde es mit vielen Originalbauteilen wieder aufgebaut.
Das Baudenkmal ist als Einzelbaudenkmal in die Bayerische Denkmalliste eingetragen.
Die Beschreibung lautet:

„Ehem. Herbergshaus, sog. Kriechbaumhof, zweigeschossiger Blockbau mit scharschindelgedecktem Halbwalmdach, umlaufender Laube und teilverschalten Giebellauben, 17. Jh. nachqualifiziert“

Besitzer des „Neubaus“ ist die Münchner Gesellschaft für Stadterneuerung mbH. Die Baukosten betrugen 1,1 Mio. DM.

## Nutzung
Es war zunächst für viele Jahrhunderte ein Herbergsanwesen und war bis in die 1970er Jahre bewohnt. Es wird heute als Vereinsheim des Bezirksverbandes München der Jugend des Deutschen Alpenvereins (JDAV) genutzt.